# 雅德维加·巴兰斯卡
雅德维加·巴兰斯卡（波蘭語：Jadwiga Barańska，1935年10月21日—2024年10月24日）是一名波兰女演员。曾获得柏林国际电影节最佳女演员银熊奖。